# Devers (Texas)
Devers es una ciudad ubicada en el condado de Liberty en el estado estadounidense de Texas. En el Censo de 2010 tenía una población de 447 habitantes y una densidad poblacional de 92,79 personas por km².

## Geografía
Devers se encuentra ubicada en las coordenadas 30°1′43″N 94°35′10″O / 30.02861, -94.58611. Según la Oficina del Censo de los Estados Unidos, Devers tiene una superficie total de 4.82 km², de la cual 4.82 km² corresponden a tierra firme y (0%) 0 km² es agua.

## Demografía
Según el censo de 2010, había 447 personas residiendo en Devers. La densidad de población era de 92,79 hab./km². De los 447 habitantes, Devers estaba compuesto por el 76.73% blancos, el 7.83% eran afroamericanos, el 0.22% eran amerindios, el 0% eran asiáticos, el 0% eran isleños del Pacífico, el 12.08% eran de otras razas y el 3.13% pertenecían a dos o más razas. Del total de la población el 22.82% eran hispanos o latinos de cualquier raza.